# Клуэ, Жорж Шарль
Жорж Шарль Клуэ (фр. Georges Charles Cloué; 20 августа 1817, Париж — 1889, Париж) — французский вице-адмирал и государственный деятель.
Занимал пост губернатора Мартиники, в 1880—1881 годах был морским министром и министром колоний в кабинете Жюля Ферри.

## Труды
- «Renseignements hydrographiques sur la mer d’Azof» (1856, с 7 картами);
- «Pilote de Terre-Neuve» (1870, с 59 картами);
- «Table des positions géographiques des principeaux lieux du globe» (1886).